# マリア・ユーイング

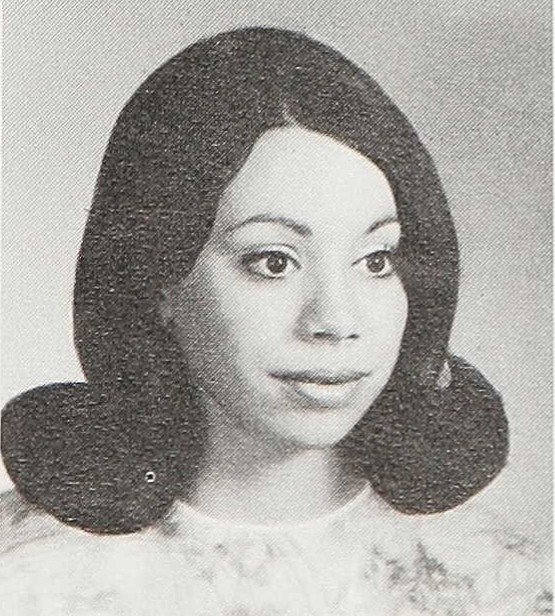
マリア・ユーイング

マリア・ユーイング（Maria Louise Ewing、1950年3月27日 - 2022年1月9日）は、アメリカ合衆国出身のオペラ歌手。ソプラノとメゾソプラノいずれの役もこなし、歌唱と合わせてその演技にも定評があった。

## 生涯とキャリア
アメリカ合衆国ミシガン州デトロイトで4人兄弟の末子として生まれる。母親のヘルミナ（旧姓フェラール）はオランダ人、父親のノーマン・I・ユーイングはスー族のネイティブ・アメリカン、スコットランド人及びアフリカ系アメリカ人の家系であった。オハイオ州クリーブランドとニューヨークで学ぶ。
1976年、メトロポリタン・オペラにおいてモーツァルトの『フィガロの結婚』でデビュー。ヨーロッパでの初舞台はスカラ座のドビュッシー作曲『ペレアスとメリザンド』のメリザンド役だった。『カルメン』、モーツァルト作『コジ・ファン・トゥッテ』のドラベッラ、『サロメ』、アルバン・ベルク作『ヴォツェック』のマリー、『ムツェンスク郡のマクベス夫人』などをレパートリーとする。特によく知られているのが、リヒャルト・シュトラウス作『サロメ』のタイトルロールにおけるデリケートな解釈である。オスカー・ワイルドによるオリジナルの戯曲の演出では、「7つのヴェールの踊り」のラストで、サロメはヘロデ王の足元に裸で横たわるとされている。当時多くの歌手がボディストッキングを着用していたが、ユーイングは実際に全裸となってこの場面の演技に臨んだ。また、彼女はヘンリー・パーセル作『ディドとエネアス』の舞台にも登場している。
ユーイングの出演した作品のディスコグラフィーには、『サロメ』と『カルメン』の映像、『ムツェンスク郡のマクベス夫人』及び『ペレアスとメリザンド』の録音があるほか、ラヴェル、ベルリオーズ、ドビュッシーやアメリカのポピュラー音楽の歌曲の録音も残されている。また、グラインドボーン音楽祭で『セビリアの理髪師』(1982)のロジーナ役を演じた際の公演のDVDも入手可能である。
ユーイングはジャズのライブパフォーマンスも行っており、ロンドンのロニー・スコッツ・ジャズ・クラブではバンド「キマエラ」と共演した。
1982年、イギリスの舞台監督であるサー・ピーター・ホールと結婚する。1990年離婚。結婚中、「レディ・ホール」と公式には呼ばれていた。 二人の間の娘は女優のレベッカ・ホールである。ユーイングは、自身の生まれ故郷の近くに居を構えており、2021年1月9日、その住居で71歳の生涯を閉じた。